# Burke, Texas
Burke là một thành phố thuộc quận Angelina, tiểu bang Texas, Hoa Kỳ. Năm 2010, dân số của xã này là 737 người.

## Dân số
- Dân số năm 2000: 315 người.
- Dân số năm 2010: 737 người.